# Волхов (річка)
Во́лхов — річка у Новгородській та Ленінградській областях на північному заході Росії.

## Географія
Волхов витікає з озера Ільмень і прямує на північ по Приільменській низовині у Ладозьке озеро, найбільше озеро Європи. Друга за величиною притока Ладозького озера. Довжина 224 км, площа басейну 80,2 тис. км ². Середня витрата води 593 м³/с (за деякими даними 586 м ³/с). Льодостав з кінця листопада до початку квітня. Судноплавна. У верхній течії має правий рукав — Малий Волховець, який огинає Великий Новгород. Головні притоки: праворуч — Вішера (впадає в Малий Волховець), Пчевжа, Оскуя; ліворуч — Кересть, Тигода.
На річці побудована Волховська ГЕС (Ленінградська область).

## Цікавий факт
У Новгородському літописі неодноразово вказувалося на те, що Волхов може текти «на взвод'є», тобто у реверсному режимі. Це пов'язано з підпором течії Волхова водами приток при низькому рівні води в Ільмені.